# Буија (Удине)
Буија (итал. Buja) је насеље у Италији у округу Удине, региону Фурланија-Јулијска крајина.
Према процени из 2011. у насељу је живело 6327 становника. Насеље се налази на надморској висини од 193 м.

## Становништво
| 1931. | 1936. | 1951. | 1961. | 1971. | 1981. | 1991. | 2001. | 2011. |
| ----- | ----- | ----- | ----- | ----- | ----- | ----- | ----- | ----- |
| 9.320 | 7.826 | 8.254 | 7.383 | 6.436 | 6.568 | 6.608 | 6.674 | 6.627 |